# (91006) Fleming
Pour les articles homonymes, voir Fleming.
(91006) Fleming est un astéroïde de la ceinture principale.

## Description
(91006) Fleming est un astéroïde de la ceinture principale. Il fut découvert le 28 janvier 1998 à l'Observatoire Kleť par Miloš Tichý et Zdeněk Moravec. Il présente une orbite caractérisée par un demi-grand axe de 2,54 UA, une excentricité de 0,12 et une inclinaison de 15,5° par rapport à l'écliptique.

## Nom
Cet astéroïde a été nommé en mémoire d'Alexander Fleming, biologiste britannique, célèbre pour sa découverte de la pénicilline, substance antibiotique qu'il a isolée à partir du champignon Penicillium notatum.

La citation de nommage correspondante est la suivante : 

« Alexander Fleming (1881-1955) était un biologiste et pharmacologue écossais. Ses découvertes les plus connues sont celle de l'enzyme lysozyme, et l'isolement de la substance antibiotique pénicilline, pour laquelle il a partagé un prix Nobel en 1945 avec Howard Walter Florey et Ernst Boris Chain. »

— Minor Planet Circular 61269

## Compléments